# 竹内星菜
竹内 星菜（たけうち せいな、1994年2月27日 - ）は、日本のモデル、漫画家。兵庫県出身。ゼロイチファミリア所属。
2022年6月、レオマネジメントとキャラクタービジネスにおける業務提携を発表。

## 出演
ドラマ
- 誰がピザを食べたのか？（2020年12月28日、激メシデリバリー配信用ドラマ）

映画
- アキはハルとごはんを食べたい 2杯目!（2024年6月14日、クロックワークス）[3]

舞台
- Bon Appetit!-ボナペティ！-（2021年7月1日 - 7日）

Webドラマ
- TTFC産直シアター 仮面ライダーリバイス第2話（2022年11月27日、東映特撮ファンクラブ） - 本人役

## 作品

### 漫画
- 小学生の妹がバンギャです（2016年10月7日、マイクロマガジン☆コミックス）ISBN 978-4896375954

### デジタル写真集
- ふたりがいい（2022年5月25日、白夜書房）

### DVD
- ドキドキは君のせいなんだ ～もしも彼女がイラストレーターだったら～（2023年2月24日、竹書房)